# Giuliana Penzi
Giuliana Penzi (Ravenna, 1º ottobre 1918 – Roma, 16 gennaio 2008) è stata una danzatrice e coreografa italiana, direttrice dell'Accademia nazionale di danza dal 1969 al 1989.

## Biografia
Entra nella Scuola del Teatro alla Scala a dieci anni, quando il teatro milanese ospita nomi della danza e della musica come Enrico Cecchetti e Arturo Toscanini. Studia con Cia Fornaroli ed Ettorina Mazzucchelli. Nonostante la corporatura minuta, sostiene ancora bambina numerose parti importanti, divenendo in seguito prima ballerina del Teatro dell'Opera di Roma (La bottega fantastica, 1940) e poi del Teatro alla Scala di Milano (Visioni, 1943, su coreografia di Aurel Milloss).
È costretta a trascurare la carriera di danzatrice per seguire sin dal 1935 Jia Ruskaja, divenendo in seguito sua collaboratrice nell'insegnamento alla scuola di danza da questi fondata a Roma nel 1940. Dal 1934 è la principale insegnante della sua scuola privata di Milano, e dal 1940 maestra della nuova scuola statale romana. Alla Penzi si affianca Avia De Luca, anche lei di formazione scaligera, passata alla Regia Scuola Nazionale di Danza nel 1946.
Nel 1936 è medaglia olimpionica a Berlino. Nel 1939 conquista il primo premio al Concorso Internazionale di Bruxelles.
Nel 1970, alla morte della Ruskaja, assume la direzione dell'Accademia nazionale di danza, istituita nel 1948, alla guida della quale rimane dal 1969 al 1989. Con il passaggio della direzione a Giuliana Penzi, l'Accademia subisce un radicale riassetto. Affiancata da Margherita Abbruzzese, docente di storia dell'arte, Giuliana Penzi porta un nuovo impulso sia agli studi tecnico-artistici sia a quelli culturali, estendendo nel 1973 la frequentazione dei corsi anche agli allievi maschi, che dalla legge del 1948 erano ammessi solo nel corso di perfezionamento.
Nel primo quinquennio i provvedimenti più salienti sono la riorganizzazione dei corsi (1970), il restauro degli edifici (1972), che porta a sette le aule di danza, la ristrutturazione dei programmi tecnici (1975), la creazione del Liceo sperimentale coreutico (1976), l'introduzione di nuove discipline (Fisiotecnica, Repertorio, Anatomia e Fisiologia del movimento, Spazio scenico, inglese e francese), e inoltre, con l'abolizione dell'orchestica, singolare commistione di euritmica dalcroziana e di esotismo duncaniano introdotta dalla Ruskaja, un più deciso ritorno alla tecnica accademica di base, pur senza trascurare quello spazio alla danza moderna che nel tempo divenne, specie a partire dalla seconda metà degli anni Settanta, materia complementare obbligatoria.

Si legge nella sua biografia: «Mandai in soffitta le tuniche lunghe che erano la divisa della scuola e, bandendo falsi pudori, feci adottare i pratici costumini body di filanca, che permettono all'insegnante di controllare tutta la figura e tutti i muscoli impegnati nel movimento. Ovviamente separai i corsi e, per fortuna, potei limitare il numero degli allievi di ciascuna classe a un massimo di venti nei corsi inferiori e di dieci in quelli superiori. E per ultimo, ma non ultimo, dal 1976 l'Accademia ha, al suo interno, un liceo sperimentale coreutico. Era un vecchio progetto e riuscii ad attuarlo assieme a Margherita Abbruzzese, la preziosa, validissima collaboratrice che io scelsi come mia vice nel 1972 e che è stata in Accademia, al mio fianco, fino al 1984, anno in cui è rientrata all'Università, dove ha ripreso il suo lavoro di storica dell'arte. Non più il liceo classico, come era stato negli anni precedenti, ma un liceo specifico, con materie proprie, oltre quelle di area comune. In tutto più di quindici discipline, dall'Italiano allo Spazio scenico, dal Solfeggio alla Matematica, ripartite in cinque anni di corso».
A Giuliana Penzi si deve anche il ripristino del Gruppo Stabile Opera, che consente per la prima volta alla scuola dell'Accademia di entrare in un circuito professionale e ai migliori allievi di imporsi all'attenzione di critica e pubblico. Il complesso si esibisce fra l'altro all'Auditorio del Teatro "San Leone Magno" e al Teatro Quirino di Roma, al Teatro Morlacchi di Perugia, a Fiuggi, a Caserta per la rassegna "Settembre al Borgo", nonché al Teatro Comunale di Teramo nel 1980, su invito di Liliana Merlo, per la Terza Edizione di "Abruzzo Danza".

In quegli stessi anni, l'aumento degli iscritti e il conseguente ampliamento del corpo docente rende necessario un riordinamento della didattica della danza classica, alla quale la scuola si dedica in particolare con il contributo del maestro croato Žarko Prebil, al quale si deve lo studio sistematico della tecnica russa nel corso di perfezionamento e la riproduzione di alcuni capolavori (generalmente solo degli estratti) del balletto russo (Les Sylphides, Giselle, Paquita, Bella Addormentata ecc.), capolavori che l'Accademia ha ripetutamente messo in scena con gli allievi della scuola anche dopo il passaggio della direzione a Lia Calizza, già vicedirettrice dal 1983.
Il 19 febbraio 1994, Liliana Merlo organizza a Teramo un'importante presentazione della biografia Giuliana dai capelli di fuoco, tra i più significativi documenti della memorialistica coreutica italiana, occasione nella quale, assistita da Marialisa Monna, Giuliana Penzi ha modo di ripercorrere in un pubblico dibattito tutta la sua opera di formazione e di divulgazione della danza in Italia.